# Gracias a Dios (canção de Thalía)
"Gracias A Dios" é uma canção escrita pelo compositor mexicano Juan Gabriel e gravada pela cantora Thalía. Foi lançado como o quinto single do seu álbum En éxtasis. A música foi um dos seus singles mais populares na época e um grande hit de rádio, alcançando o número um em muitos países latinos. 

## História e lançamento
Thalia cantou a música pela primeira vez em 1989, no episódio final de sua novela "Luz Y Sombra". Em 1994, ela gravou oficialmente uma nova versão da música para seu quarto álbum de estúdio En éxtasis.
Após o sucesso de seus singles anteriores, "Piel Morena", "Amándote," "María La Del Barrio" e "Quiero hacerte el amor", "Gracias A Dios" foi escolhido para ser o quinto single do álbum em 1996.
A música foi um sucesso de rádio e foi ganhador de constantes airplay. "Gracias A Dios" foi líder nas paradas de muitos países, especialmente na América Central e do Sul, Espanha e Filipinas.
Também foi gravado e lançado em uma versão em inglês, intitulada "I Found Your Love", como parte de seu álbum filipino Nandito Ako.

## Vídeo musical
O videoclipe oficial de "Gracias A Dios" foi dirigido por Beny Corral. O vídeo mostra Thalia em uma de suas imagens mais icônicas, usando uma peruca preta curta, um corpete e roupas brilhantes. Ela seduz e domina um cara, raspando e usando uma mangueira para jogar água contra ele.
Ele também mostra o famoso "sutiã de velas iluminado".

## Single
- Cd Single (1995)

1. Gracias a Dios (Album Version) - 4:01

- Cd Single + Remixes (1995/1996)

1. Gracias a Dios (Album Version) - 4:01
2. Gracias a Dios (70's Midi Mix)- 6:11
3. Gracias a Dios (70's Mid Mix Radio Edit) - 4:00
4. Gracias a Dios (Midi's Club Mix) - 6:15
5. Gracias a Dios (Midi's Club Mix Radio Edit) - 4:00

- Outras versões oficiais

1. I Found Your Love (English Version) - 4:08
2. Gracias a Dios (Con Banda) 3:45

## Desempenho nas tabelas musicais

### Posições
| Chart (1996)                               | Maior posição |
| ------------------------------------------ | ------------- |
| Estados Unidos (Billboard Hot Latin Songs) | 26            |